# Santi Fabiano e Venanzio a Villa Fiorelli (titre cardinalice)
Le titre cardinalice de Santi Fabiano e Venanzio a Villa Fiorelli (Saints Fabien et Venance à villa Fiorelli) est érigé par le pape Paul VI le 5 mars 1973 et rattaché à l'église Santi Fabiano e Venanzio qui se trouve dans le quartier de Tuscolano à l'est de Rome.

## Titulaires
- Hermann Volk (1973-1988)
- Ján Chryzostom Korec (1991-2015)
- Carlos Aguiar Retes (2016-)